# Thomas Hill (actor)
Thomas N. «Tom» Hill (Landaur, India, 2 de junio de 1927-Bloomington, Indiana, 20 de abril de 2009) fue un actor y director estadounidense.

## Biografía
Nacido en Landaur, India, en 1927, uno de sus papeles recurrentes más prominentes fue como el compañero tonto Jim Dixon en la serie de televisión Newhart. Hill también apareció como el Rey Baaldorf en la serie de los años ochenta Wizards and Warriors.  Sus papeles en películas incluyen Father Andrew Doyle en la miniserie de 1984 de NBC V: The Final Battle. Tuvo apariciones especiales en programas, tales como St. Elsewhere, Remington Steele, The Facts of Life, Married... with Children, Coach, y Law & Order.
El primer largometraje de Hill fue en la película de 1965 The Slender Thread.  Otros créditos cinematográficos incluyen The Postman Always Rings Twice, Firefox (1982), y fue más conocido por su papel como Mr Koreander, el dueño de la librería en La historia interminable, así como en la secuela de 1990 La historia interminable 2: el siguiente capítulo.
Hill murió de una enfermedad de la neurona motora el 20 de abril de 2009 a los 81 años, en Bloomington, Indiana.

## Filmografía seleccionada
- The Slender Thread (1965) - Vendedor de licores
- McCabe & Mrs. Miller (1971) - Archer
- Quintet (1979) - Francha
- Hide in Plain Sight (1980) - Bobby Momisa
- The Nude Bomb (1980) - Presidente
- The Postman Always Rings Twice (1981) - Barlow
- True Confessions (1981) - Mr. Fazenda
- Firefox (1982)
- Newhart (TV) (1982-90) - Jim Dixon
- V: The Final Battle (1984) (TV) - Padre Andrew Doyle
- The Neverending Story (1984) - Carl Conrad Coreander
- Black Widow (1987) - Abogado
- The Neverending Story II: The Next Chapter (1990) - Koreander
- An Empty Bed (1990) - Elmer